# Jean Plaskie
Jean Plaskie (* 24. August 1941 in Brüssel; † 18. September 2017 in Strombeek-Bever) war ein belgischer Fußballnationalspieler. Plaskie spielte 13 Jahre für den RSC Anderlecht und gewann mit dem Verein siebenmal die Meisterschaft und zweimal den belgischen Fußballpokal.

## Werdegang

### Verein
Plaskie begann mit dem Fußballspielen beim K.Sp.F.C. Haren, wechselte 1958 zum RSC Anderlecht und spielte anfangs als Mittel- und später als Abwehrspieler von 1959 bis 1972 für 13 Saisons für den Verein. Nach der ersten Meisterschaft 1962 folgten fünf weitere in Folge von 1964 bis 1968. Zudem gewann die Mannschaft 1965 den Belgischen Fußballpokal. In seiner letzten aktiven Saison 1971/72 holte der Verein noch einmal das Double aus Meisterschaft und Pokalsieg. In 180 Ligaspielen schoss Plaskie zwei Tore. Zudem spielte er 18 Spiele im Europapokal der Landesmeister und sechs Spiele für Anderlecht im UEFA-Cup.
Bereits im Alter von 30 Jahren musste Plaskie seine Karriere verletzungsbedingt beenden und widmete sich dem Nachwuchs von Anderlecht als Jugendtrainer. Im September 2017 starb Plaskie im Alter von 76 Jahren in Strombeek-Bever.

### Nationalmannschaft
Plaskie gab 1964 sein Debüt in der Belgischen Fußballnationalmannschaft. Insgesamt bestritt er bis 1971 33 Länderspiele.

## Erfolge
- Belgischer Meister (7): 1962, 1964, 1965, 1966, 1967, 1968, 1972
- Belgischer Pokalsieger (2): 1965, 1972